# Dolleren
Dolleren je občina v departmaju Haut-Rhin francoske regije Alzacija.
Leta 1990 je v občini živelo 343 oseb oz. 41 oseb/km².